# ووتر دن هان
ووتر جی. دن هان (Wouter J. den Haan) (یا دن‌هان) (Denhaan) (زاده ۲۲ ژوئیه ۱۹۶۲) استاد اقتصاد در مدرسه اقتصاد لندن، محقق و مدیر برنامه CEPR، مدیر مرکز اقتصاد کلان است. زمینه‌های اصلی مورد علاقه او در حال حاضر شامل چرخه‌های تجاری، اصطکاک در بازارهای مالی و کار روش‌های عددی برای حل مدل‌هایی با تعداد زیادی عامل ناهمگون است.

## زندگی‌نامه
دن هان از دانشگاه اراسموس در مقطع کارشناسی‌ارشد فارغ‌التحصیل شد و در سال ۱۹۹۱ مدرک دکترای خود را از دانشگاه کارنگی ملون دریافت کرد. وی به دلیل تز خود به‌خاطر برتری در اقتصاد، کامیاب به دریافت پاداش الکساندر هندرسون شد؛ پاداشی که برندگان نوبل علوم اقتصادی نظیر الیور ویلیامسون، دیل مورتنسن، فین کیدلند و ادوارد پرسکات نیز موفق به اخذ آن شده بودند. دن هان پس از اخذ دکترا، معاون استاد دانشگاه کالیفرنیا در سن دیگو شد و از سال ۲۰۰۱ الی ۲۰۰۴ در آنجا به عنوان استاد خدمت کرد. وی در آغاز سال ۲۰۰۳ به اروپا بازگشت و استاد اقتصاد در مکتب تجارت لندن شد. دن هان پاداش وی‌آی‌سی‌آی را در سال ۲۰۰۶ دریافت کرد و استاد اقتصاد در دانشگاه آمستردام شد. وی به عنوان استاد مدعو در دانشگاه روچستر و مدرسه وارتون و همچنین محقق مدعو در بانک مرکزی اروپا، شورای حکام سیستم ذخایر فدرال در واشینگتن دی سی و چندین بانک ذخایر فدرال منطقه‌ای خدمت کرده‌است. دن هان همچنین عضو انجمن اقتصادی اروپا است.

## علایق پژوهشی
عوامل مرتبط با عدم قطعیت و آینده‌نگری، نقش مهمی در اقتصاد کلان مدرن دارند؛ لذا ووتر دن هان با توسعه الگوریتم‌های کامپیوتری برای حل این مدل‌ها، به تحلیل مدل‌های با این ویژگی‌ها کمک کرد. او به همراه آلبرت مارست، الگوریتم انتظارات پارامتری شده (PEA) را توسعه داد و از «آمار دن‌هان-مارست» برای ارزیابی دقت راه‌حل‌های عددی استفاده کرد. آخرین کار او به حل مدل‌های اقتصاد کلان می‌پردازد که ناهم‌گونی و مسائل قراردادی در آن‌ها نقش کلیدی دارند.
موضوع کلیدی در تحقیقات ووتر دن هان این ایده است که برای درک نوسانات کلان اقتصادی باید فهمید که چگونه معاملات در سطح خرد انجام می‌شود. به ویژه این مهم است که بفهمیم عوامل چگونه یکدیگر را پیدا می‌کنند (به‌طور ویژه مصارف تحقیق چقدر است و چه‌مدت طول می‌کشد)، عوامل در مورد یک‌دیگر چه می‌دانند (و به ویژه این‌که آیا عدم تقارن اطلاعاتی وجود دارد) و عوامل چه نوع قراردادهای را می‌توانند بنویسند. مدتی است که در اقتصاد کلان، به اهمیت این «اصطکاک‌ها» پی‌برده شده‌است، اما ابزارهای محاسباتی برای تجزیه و تحلیل مدل‌های اقتصاد کلان که از پایه‌های خرد غیربدیهی ایجاد شده‌اند، به تازگی در دسترس قرار گرفته‌اند.
ووتر دن هان این موضوع را هم در بازار کار و هم در بازارهای مالی به کار برده‌است. تحقیقات وی نشان داده‌است که مدل تطبیق بازار کار برای محاسبه نرخ بلند بیکاری در چندین کشور اروپایی بسیار عملی است. تحقیقات او به ویژه روشن می‌کند که «پیمان رشد و ثبات» - با بلند نگه داشتن نرخ‌های مالیات تا زمانی که تعداد بی‌کاری واقعاً کاهش یابد - ممکن است حرکت به سمت تعادل بهتر در نرخ پایین بی‌کاری را دشوارتر کند.
فعالیت او در مورد نقش اصطکاک در بازارهای مالی نشان داده‌است که چگونه شوک‌های کوچک در ابتدا می‌توانند به خاطر تأثیرات بازخوردی بین تخریب روابط مؤسسات وام‌دهی و مشتریان آن‌ها و مبلغی که سرمایه‌گذاران می‌خواهند به این مؤسسات وام دهنده ارائه نماید، منجر به نوسانات بزرگ شوند. تحقیقات او در مورد بازارهای مالی همچنین به تأثیراتی که تغییرات نرخ بهره توسط بانک مرکزی بر اقتصاد می‌گذارد، می‌پردازد. کار اخیر دن هان هم از نظر تجربی و هم از لحاظ نظری نشان می‌دهد که اصطکاک میان بانک‌ها و مصرف‌کنندگان ممکن است در واقع برای نوسانات اقتصادی، مهم‌تر از اصطکاک میان بانک‌ها و شرکت‌ها باشد.

## تدریس
در سال ۲۰۰۷ و ۲۰۱۲، ووتر دن هان برنده پاداش معلم سالِ مؤسسه تینبرگن شد. بر اساس گزارشی در مؤسسه رسمی تینبرگن، «دانشجویان صمیمانه از تلاش او در درس‌های خود و رشته کارشناسی ارشد درس‌های اقتصاد کلان به‌طور کلی قدردانی می‌کنند». دن هان در سال ۲۰۱۲ برنده پاداش بهترین ناظر دپارتمان اقتصاد اِل‌اِس‌ایی شد.